# Giải vô địch điền kinh thế giới
Giải vô địch điền kinh thế giới là giải điền kinh do Liên đoàn Điền kinh thế giới- World Athletics (trước đây là IAAF) tổ chức mỗi hai năm một lần. Giải vô địch thế giới đã được bắt đầu vào năm 1976 khi Ủy ban Olympic quốc tế quyết định bỏ nội dung 50 km đi bộ nam ở Thế vận hội Montreal 1976, mặc dù nội dụng này có mặt tại tất cả các kì Olympics từ năm 1932.Vì thế, IAAF tổ chức một giải vô địch thế giới của riêng tổ chức một tháng rưỡi sau Thế vận hội (với 1 nội dung duy nhất là 50 km đi bộ). Đó là Giải vô địch thế giới đầu tiên mà IAAF đã tổ chức tách biệt với Thế vận hội Olympic (theo truyền thống thì khác với các môn như bóng đá hay quần vợt thì Olympics được coi là giải vô địch thế giới của môn điền kinh). Liên đoàn điền kinh thế giới quyết định tổ chức giải đấu thứ hai vào năm 1980 (với các nội dung không được thi đấu tại Olympics). Cả hai giải năm 1976 và 1980 không được xem là giải vô địch thế giới chính thức của môn điền kinh mà chỉ là tiền thân (do không bao gồm nhiều các nội dung chuẩn), nhưng các vận động viên tham dự vẫn được công nhận thành tích và kỉ lục (do vẫn là giải được Liên đoàn tổ chức).
Giải vô địch điền kinh thế giới vào năm 1983 chính thức đánh dấu sự có mặt của các nội dung trong môn điền kinh. Cho đến năm 1980, các nhà vô địch Olympic được mặc định coi là vô địch điền kinh thế giới. Kể từ khi bắt đầu, giải được tổ chức 4 năm một lần. Bắt đầu từ năm 1991, giải chuyển qua tổ chức 2 năm một lần.

## Lịch sử
Ý tưởng có Giải vô địch thế giới điền kinh đã xuất hiện trước giải đấu năm 1983. Năm 1913, Liên đoàn điền kinh thế giới quyết định rằng Thế vận hội Olympic sẽ là giải vô địch thế giới của môn điền kinh. Với điều kiện về di chuyển và tài chính thì trong vòng 50 năm điều này là phù hợp (do điền kinh thời gian trên chỉ thi đấu nghiệp dư). Năm 1976 tại cuộc họp của Hội đồng điền kinh thế giới ở Puerto Rico, Giải vô địch thế giới điền kinh tách biệt với môn điền kinh ở Thế vận hội mùa hè đã được phê duyệt.
Sau các khi nhận thầu đăng cai từ hai thành phố Stuttgart, Tây Đức và Helsinki, Phần Lan, Hội đồng điền kinh đã quyết định trao quyền đăng cai cho giải vô địch điền kinh thế giới chính thức lần đầu tiên, diễn ra vào năm 1983 và được tổ chức tại Sân vận động Olympic Helsinki (nơi tổ chức Thế vận hội Mùa hè 1952).
Có hai giải vô địch thế giới được tổ chức trước giải chính thức năm 1983. Giải vô địch thế giới năm 1976 chỉ có một nội dung - đi bộ 50 km nam. Bốn năm sau, Giải vô địch thế giới năm 1980 chỉ có hai sự kiện dành cho phụ nữ mới được phê duyệt, (vượt rào 400 mét và 3000 mét). Cả hai đều không nằm trong môn điền kinh tại Thế vận hội Mùa hè 1980.
Qua các năm, quy mô của giải được mở rộng. Năm 1983, tức năm chính thức đầu tiên ước tính có khoảng 1.300 vận động viên từ 154 quốc gia tham gia. Đến giải năm 2003, tại Paris, số vận động viên tăng lên 1907 từ 203 quốc gia, với 179 nước có bản quyền phát sóng truyền hình.
Số lượng nội dung cũng được thay đổi qua các năm, chủ yếu là tăng thêm các nội dung cho nữ. Đến năm 2005, sự khác biệt duy nhất về số lượng giữa nam giới và nữ giới là môn 50 km đi bộ nam (chưa có nội dung cho nữ) và hai khác biệt về cơ cấu ở môn 110 mét vượt rào và mười môn phối hợp (với nam) so với 100 mét vượt rào và bảy môn phối hợp
Danh sách sau đây thể hiện các nội dung được thêm qua các năm
- 1987, 10.000 m và 10 km đi bộ nữ.
- 1993, Nhảy xa ba bước của nữ.
- 1995, 3.000 m của nữ được thay thế bằng 5000 m (giống với nội dung của nam).
- 1999, Nhảy sào và ném búa của nữ được thêm vào và đi bộ 20 km  thay thế 10 km đi bộ ở nội dung của nữ (giống với nội dung của nam).
- 2005 3000 m vượt chướng ngại vật của nữ
- 2017, 50 km đi bộ của nữ (lúc này số lượng các môn của nam và nữ bằng nhau)
- 2019,  4 × 400 m tiếp sức hỗn hợp (lần đầu tiên các vận động viên nam và nữ tham dự một nội dung(.

## Các giải vô địch
| Thứ tự | Năm  | Thành phố  | Quốc gia       | Ngày                    | Sân tổ chức                    | Sức chứa | Số nội dung | Số quốc gia | Số vận động viên | Đứng đầu bảng |
| ------ | ---- | ---------- | -------------- | ----------------------- | ------------------------------ | -------- | ----------- | ----------- | ---------------- | ------------- |
| –      | 1976 | Malmö      | Thụy Điển      | 18 tháng 9              | Malmö Stadion                  | 30,000   | 1           | 20          | 42               | Liên Xô       |
| –      | 1980 | Sittard    | Hà Lan         | 14 – 16 tháng 8         | De Baandert                    | 22,000   | 2           | 21          | 42               | Đông Đức      |
| 1st    | 1983 | Helsinki   | Phần Lan       | 7 – 14 tháng 8          | Olympiastadion                 | 50,000   | 41          | 153         | 1,333            | Đông Đức      |
| 2nd    | 1987 | Roma       | Ý              | 28 tháng 8 – 6 tháng 9  | Stadio Olimpico                | 60,000   | 43          | 156         | 1,419            | Đông Đức      |
| 3rd    | 1991 | Tokyo      | Nhật Bản       | 23 tháng 8 – 1 tháng 9  | Olympic Stadium                | 48,000   | 43          | 162         | 1,491            | Hoa Kỳ        |
| 4th    | 1993 | Stuttgart  | Đức            | 13 – 22 tháng 8         | Gottlieb-Daimler-Stadion       | 70,000   | 44          | 187         | 1,630            | Hoa Kỳ        |
| 5th    | 1995 | Gothenburg | Thụy Điển      | 5 – 13 tháng 8          | Ullevi                         | 42,000   | 44          | 190         | 1,755            | Hoa Kỳ        |
| 6th    | 1997 | Athens     | Hy Lạp         | 1 – 10 tháng 8          | Olympiako Stadio               | 75,000   | 44          | 197         | 1,785            | Hoa Kỳ        |
| 7th    | 1999 | Seville    | Tây Ban Nha    | 20 – 29 tháng 8         | Estadio Olímpico               | 70,000   | 46          | 200         | 1,750            | Hoa Kỳ        |
| 8th    | 2001 | Edmonton   | Canada         | 3 – 12 tháng 8          | Commonwealth Stadium           | 60,000   | 46          | 189         | 1,677            | Nga           |
| 9th    | 2003 | Paris      | Pháp           | 23 – 31 tháng 8         | Stade de France                | 78,000   | 46          | 198         | 1,679            | Hoa Kỳ        |
| 10th   | 2005 | Helsinki   | Phần Lan       | 6 – 14 tháng 8          | Olympiastadion                 | 45,000   | 47          | 191         | 1,688            | Hoa Kỳ        |
| 11th   | 2007 | Osaka      | Nhật Bản       | 24 tháng 8 – 2 tháng 9  | Nagai Stadium                  | 45,000   | 47          | 197         | 1,800            | Hoa Kỳ        |
| 12th   | 2009 | Berlin     | Đức            | 15 – 23 tháng 8         | Olympiastadion                 | 74,000   | 47          | 200         | 1,895            | Hoa Kỳ        |
| 13th   | 2011 | Daegu      | Hàn Quốc       | 27 tháng 8 – 4 tháng 9  | Sân vận động Daegu             | 65.000   | 47          | 199         | 1,742            | Hoa Kỳ        |
| 14th   | 2013 | Moskva     | Nga            | 10 – 18 tháng 8         | Sân vận động Luzhniki          | 78.000   | 47          | 203         | 1,784            | Hoa Kỳ        |
| 15th   | 2015 | Bắc Kinh   | Trung Quốc     | 22 – 30 tháng 8         | Sân vận động Quốc gia Bắc Kinh | 80.000   | 47          | 205         | 1,761            | Kenya         |
| 16th   | 2017 | Luân Đôn   | Vương quốc Anh | 4 – 13 tháng 8          | Sân vận động Luân Đôn          | 60.000   | 48          | 205         | 2,036            | Hoa Kỳ        |
| 17th   | 2019 | Doha       | Qatar          | 27 tháng 9 – 6 tháng 10 | Sân vận động Quốc tế Khalifa   | 48.000   | 49          | 206         | 1,772            | Hoa Kỳ        |
| 18th   | 2022 | Eugene     | Hoa Kỳ         | 15 – 24 tháng 7         | Hayward Field                  | 30,000   | 49          |             |                  |               |
| 19th   | 2023 | Budapest   | Hungary        | 18 – 27 tháng 8         | National Athletics Centre      | 40,000   |             |             |                  |               |
| 20     | 2025 | Tokyo      | Nhật Bản       | 13 – 21 tháng 9         | Sân vận động Quốc gia Nhật Bản | 68,000   |             |             |                  |               |
| 21     | 2027 | Bắc Kinh   | Trung Quốc     | 11 – 19 tháng 9         | Sân vận động Quốc gia Bắc Kinh | 80,000   |             |             |                  |               |

## Bảng tổng huy chương qua các kì

Bản đồ tỉ lệ số huy chương tại giải điền kinh thế giới

Cập nhật sau Giải vô địch điền kinh thế giới 2019.
| Hạng                 | Đoàn                                     | Vàng | Bạc | Đồng | Tổng số |
| -------------------- | ---------------------------------------- | ---- | --- | ---- | ------- |
| 1                    | Hoa Kỳ                                   | 170  | 117 | 94   | 381     |
| 2                    | Kenya                                    | 60   | 50  | 41   | 151     |
| 3                    | Nga                                      | 43   | 52  | 48   | 143     |
| 4                    | Đức                                      | 38   | 36  | 47   | 121     |
| 5                    | Jamaica                                  | 35   | 49  | 43   | 127     |
| 6                    | Vương quốc Anh                           | 30   | 36  | 38   | 104     |
| 7                    | Ethiopia                                 | 29   | 30  | 26   | 85      |
| 8                    | Liên Xô                                  | 23   | 27  | 28   | 78      |
| 9                    | Cuba                                     | 22   | 24  | 14   | 60      |
| 10                   | Đông Đức                                 | 21   | 19  | 16   | 56      |
| 11                   | Trung Quốc                               | 19   | 25  | 23   | 67      |
| 12                   | Ba Lan                                   | 19   | 15  | 25   | 59      |
| 13                   | Cộng hòa Séc                             | 15   | 5   | 5    | 25      |
| 14                   | Pháp                                     | 13   | 18  | 23   | 54      |
| 15                   | Úc                                       | 12   | 14  | 10   | 36      |
| 16                   | Nam Phi                                  | 12   | 7   | 8    | 27      |
| 17                   | Ý                                        | 11   | 16  | 17   | 44      |
| 18                   | Ukraina                                  | 11   | 13  | 15   | 39      |
| 19                   | Maroc                                    | 10   | 12  | 8    | 30      |
| 20                   | Belarus                                  | 10   | 11  | 12   | 33      |
| 21                   | Thụy Điển                                | 9    | 6   | 6    | 21      |
| 22                   | Na Uy                                    | 9    | 4   | 4    | 17      |
| 23                   | Bahamas                                  | 8    | 9   | 8    | 25      |
| 24                   | Tây Ban Nha                              | 7    | 18  | 14   | 39      |
| 25                   | Phần Lan                                 | 7    | 8   | 7    | 22      |
| 26                   | Bahrain                                  | 7    | 3   | 3    | 13      |
| 27                   | Canada                                   | 6    | 14  | 16   | 36      |
| 28                   | Nhật Bản                                 | 6    | 7   | 16   | 29      |
| 29                   | Bồ Đào Nha                               | 6    | 7   | 9    | 22      |
| 30                   | Algérie                                  | 6    | 1   | 3    | 10      |
| 31                   | New Zealand                              | 6    | 1   | 1    | 8       |
| 32                   | România                                  | 5    | 8   | 11   | 24      |
| 33                   | Hy Lạp                                   | 5    | 6   | 11   | 22      |
| 34                   | Hà Lan                                   | 5    | 5   | 9    | 19      |
| 35                   | Bulgaria                                 | 5    | 3   | 8    | 16      |
| 36                   | Tiệp Khắc                                | 4    | 4   | 3    | 11      |
| 37                   | Croatia                                  | 4    | 3   | 2    | 9       |
| 38                   | Qatar                                    | 4    | 2   | 3    | 9       |
| 39                   | Uganda                                   | 4    | 2   | 2    | 8       |
| 39                   | Colombia                                 | 4    | 2   | 2    | 8       |
| 41                   | Ireland                                  | 4    | 2   | 0    | 6       |
| 42                   | Thụy Sĩ                                  | 4    | 0   | 4    | 8       |
| –                    | Vận động viên trung lập được ủy quyền[1] | 3    | 8   | 1    | 12      |
| 43                   | Tây Đức                                  | 3    | 6   | 3    | 12      |
| 44                   | Trinidad và Tobago                       | 3    | 5   | 7    | 15      |
| 45                   | México                                   | 3    | 4   | 7    | 14      |
| 46                   | Litva                                    | 3    | 2   | 1    | 6       |
| 47                   | Mozambique                               | 3    | 1   | 1    | 5       |
| 47                   | Ecuador                                  | 3    | 1   | 1    | 5       |
| 49                   | Đan Mạch                                 | 3    | 0   | 1    | 4       |
| 50                   | Estonia                                  | 2    | 6   | 2    | 10      |
| 51                   | Cộng hòa Dominica                        | 2    | 1   | 1    | 4       |
| 52                   | Tajikistan                               | 2    | 1   | 0    | 3       |
| 53                   | Grenada                                  | 2    | 0   | 1    | 3       |
| 53                   | Venezuela                                | 2    | 0   | 1    | 3       |
| 55                   | Brasil                                   | 1    | 6   | 6    | 13      |
| 56                   | Namibia                                  | 1    | 4   | 1    | 6       |
| 57                   | Thổ Nhĩ Kỳ                               | 1    | 3   | 0    | 4       |
| 58                   | Bỉ                                       | 1    | 2   | 5    | 8       |
| 59                   | Zambia                                   | 1    | 2   | 0    | 3       |
| 60                   | Slovenia                                 | 1    | 1   | 3    | 5       |
| 61                   | Tunisia                                  | 1    | 1   | 1    | 3       |
| 62                   | Botswana                                 | 1    | 1   | 0    | 2       |
| 62                   | Eritrea                                  | 1    | 1   | 0    | 2       |
| 62                   | Panama                                   | 1    | 1   | 0    | 2       |
| 65                   | Saint Kitts và Nevis                     | 1    | 0   | 4    | 5       |
| 66                   | Slovakia                                 | 1    | 0   | 3    | 4       |
| 67                   | Syria                                    | 1    | 0   | 2    | 3       |
| 68                   | Sénégal                                  | 1    | 0   | 1    | 2       |
| 68                   | Somalia                                  | 1    | 0   | 1    | 2       |
| 70                   | CHDCND Triều Tiên                        | 1    | 0   | 0    | 1       |
| 70                   | Barbados                                 | 1    | 0   | 0    | 1       |
| 72                   | Hungary                                  | 0    | 7   | 7    | 14      |
| 73                   | Nigeria                                  | 0    | 4   | 5    | 9       |
| 74                   | Bờ Biển Ngà                              | 0    | 4   | 1    | 5       |
| 75                   | Kazakhstan                               | 0    | 3   | 5    | 8       |
| 76                   | Burundi                                  | 0    | 2   | 1    | 3       |
| 76                   | Israel                                   | 0    | 2   | 1    | 3       |
| 76                   | Djibouti                                 | 0    | 2   | 1    | 3       |
| 79                   | Puerto Rico                              | 0    | 2   | 0    | 2       |
| 79                   | Cameroon                                 | 0    | 2   | 0    | 2       |
| 81                   | Áo                                       | 0    | 1   | 3    | 4       |
| 82                   | Tanzania                                 | 0    | 1   | 1    | 2       |
| 82                   | Síp                                      | 0    | 1   | 1    | 2       |
| 82                   | Latvia                                   | 0    | 1   | 1    | 2       |
| 82                   | Ghana                                    | 0    | 1   | 1    | 2       |
| 82                   | Bosna và Hercegovina                     | 0    | 1   | 1    | 2       |
| 82                   | Suriname                                 | 0    | 1   | 1    | 2       |
| 82                   | Sri Lanka                                | 0    | 1   | 1    | 2       |
| 89                   | Sudan                                    | 0    | 1   | 0    | 1       |
| 89                   | Bermuda                                  | 0    | 1   | 0    | 1       |
| 89                   | Ai Cập                                   | 0    | 1   | 0    | 1       |
| 92                   | Serbia                                   | 0    | 0   | 3    | 3       |
| 93                   | Ả Rập Xê Út                              | 0    | 0   | 1    | 1       |
| 93                   | Ấn Độ                                    | 0    | 0   | 1    | 1       |
| 93                   | Hàn Quốc                                 | 0    | 0   | 1    | 1       |
| 93                   | Iran                                     | 0    | 0   | 1    | 1       |
| 93                   | Dominica                                 | 0    | 0   | 1    | 1       |
| 93                   | Burkina Faso                             | 0    | 0   | 1    | 1       |
| 93                   | Haiti                                    | 0    | 0   | 1    | 1       |
| 93                   | Zimbabwe                                 | 0    | 0   | 1    | 1       |
| 93                   | Quần đảo Cayman                          | 0    | 0   | 1    | 1       |
| 93                   | Samoa thuộc Mỹ                           | 0    | 0   | 1    | 1       |
| Tổng số (102 đơn vị) | Tổng số (102 đơn vị)                     | 779  | 787 | 781  | 2347    |

Ghi chú

## Bảng tính điểm tổng
Trong bảng điểm đặt IAAF, vận động viên dành huy chương vàng được 8 điểm, huy chương bạc được 7,... cho đến người đứng thứ 8 được 1. Nếu có hòa về thành tích thì các vận động viên hòa sẽ chia điểm.
Cập nhật sau Giải vô địch năm 2017, chỉ tính 5 quốc gia cao nhất 
| Xếp hạng | Quốc gia                | liên_kết=1 | liên_kết=2 | 3liên_kết= | 4        | 5        | 6        | 7        | 8        | Top 3 | Điểm   |
| -------- | ----------------------- | ---------- | ---------- | ---------- | -------- | -------- | -------- | -------- | -------- | ----- | ------ |
| 1        | liên_kết=\|viền Hoa Kỳ  | 155        | 106 + 1 =  | 88 + 2 =   | 64 + 5 = | 79 + 3 = | 66 + 3 = | 67       | 65 + 4 = | 352   | 3600   |
| 2        | liên_kết=\|viền Đức [a] | 60         | 61         | 60 + 2 =   | 74 + 2 = | 64 + 1 = | 59 + 1 = | 51 + 5 = | 42 + 1 = | 183   | 2246,5 |
| 3        | liên_kết=\|viền Nga [b] | 46         | 51 + 5 =   | 46 + 3 =   | 55 + 2 = | 44 + 3 = | 44 + 2 = | 36 + 1 = | 41       | 151   | 1772   |
| 4        | liên_kết=\|viền Kenya   | 55         | 48         | 37         | 42       | 35       | 23       | 42       | 16       | 140   | 1517   |
| 5        | Vương quốc Anh          | 28         | 33         | 38         | 37 + 2 = | 45 + 1 = | 30 + 1 = | 27 + 1 = | 21       | 99    | 1229   |

- ^[a]  Bao gồm điểm của các vận động viên Tây Đức và Đông Đức
- ^[b]  Bao gồm điểm của các Vận động viên Trung lập (do Nga bị cấm thi đấu do bê bối doping)

## Các vận động viên nhiều huy chương vàng
Phần in đậm ở tên vận động viên thể hiện các vận động viên vẫn đang thi đấu.

### Nam

#### Tất cả các nội dung
| Xếp hạng | Vận động viên   | Quốc gia                                             | Nội dung                            | Từ   | Đến  | Vàng  | Bạc | Đồng | Tổng   |
| -------- | --------------- | ---------------------------------------------------- | ----------------------------------- | ---- | ---- | ----- | --- | ---- | ------ |
| 1        | Usain Bolt      | liên_kết=\|viền Jamaica                              | 100 m/ 200 m/ 4 × 100 m             | 2007 | 2017 | 11    | 2   | 1    | 14     |
| 2        | LaShawn Merritt | liên_kết=\|viền Hoa Kỳ                               | 400 m/ 4 × 400 m                    | 2005 | 2015 | * 8 * | 3   | -    | * 11 * |
| 3        | Carl Lewis      | liên_kết=\|viền Hoa Kỳ                               | 100 m / 200 m / 4 × 100 m / Nhảy xa | 1983 | 1993 | số 8  | 1   | 1    | 10     |
| 4        | Michael Johnson | liên_kết=\|viền Hoa Kỳ                               | 200 m/ 400 m/ 4 × 400 m             | 1991 | 1999 | số 8  | -   | -    | số 8   |
| 5        | Mo Farah        | Vương quốc Anh                                       | 5000 m / 10.000 m                   | 2011 | 2017 | 6     | 2   | -    | 8      |
| 6        | Serge Bubka     | liên_kết=\|viền Liên Xô và · liên_kết=\|viền Ukraina | Nhảy sào                            | 1983 | 1997 | 6     | -   | -    | 6      |
| 7        | Jeremy Wariner  | liên_kết=\|viền Hoa Kỳ                               | 400 m 4 × 400 m                     | 2005 | 2009 | 5     | 1   | -    | 6      |
| 8        | Kenenisa Bekele | liên_kết=\|viền Ethiopia                             | 5000 m / 10.000 m                   | 2003 | 2009 | 5     | -   | 1    | 6      |
| 8        | Lars Riedel     | liên_kết=\|viền Đức                                  | Ném đĩa                             | 1991 | 2001 | 5     | -   | 1    | 6      |
| 10       | Maurice Greene  | liên_kết=\|viền Hoa Kỳ                               | 100 m/ 200 m/ 4 × 100 m             | 1997 | 2001 | 5     | -   | -    | 5      |

* bao gồm một huy chương tiếp sức mà chỉ tham dự ở vòng loại

#### Nội dung cá nhân
| Xếp hạng | Vận động viên      | Quốc gia                                             | Nội dung                    | Từ   | Đến  | Vàng | Bạc | Đồng | Toàn bộ |
| -------- | ------------------ | ---------------------------------------------------- | --------------------------- | ---- | ---- | ---- | --- | ---- | ------- |
| 1        | Usain Bolt         | liên_kết=\|viền Jamaica                              | 100 m/ 200 m                | 2007 | 2017 | 7    | 1   | 1    | 9       |
| 2        | Mo Farah           | Vương quốc Anh                                       | 5000 m / 10.000 m           | 2011 | 2017 | 6    | 2   | -    | 8       |
| 3        | Serge Bubka        | liên_kết=\|viền Liên Xô và · liên_kết=\|viền Ukraina | Nhảy sào                    | 1983 | 1997 | 6    | -   | -    | 6       |
| 3        | Michael Johnson    | liên_kết=\|viền Hoa Kỳ                               | 200 m/ 400 m                | 1991 | 1999 | 6    | -   | -    | 6       |
| 5        | Carl Lewis         | liên_kết=\|viền Hoa Kỳ                               | 100 m/ 200 m/ Nhảy xa       | 1983 | 1993 | 5    | 1   | 1    | 7       |
| 6        | Kenenisa Bekele    | liên_kết=\|viền Ethiopia                             | 5000 m / 10.000 m           | 2003 | 2009 | 5    | -   | 1    | 6       |
| 6        | Lars Riedel        | liên_kết=\|viền Đức                                  | Ném đĩa                     | 1991 | 2001 | 5    | -   | 1    | 6       |
| 8        | Kem Ezekiel        | liên_kết=\|viền Kenya                                | 3000 m vượt chướng ngại vật | 2003 | 2015 | 4    | 3   | -    | 7       |
| 9        | Haile Gebrselassie | liên_kết=\|viền Ethiopia                             | 5000 m/ 10.000 m            | 1993 | 2003 | 4    | 2   | 1    | 7       |
| 10       | Hicham El Guerrouj | liên_kết=\|viền Maroc                                | 1500 m / 5000 m             | 1995 | 2003 | 4    | 2   | -    | 6       |

### Nữ

#### Tất cả các nội dung
| Xếp hạng | Vận động viên           | Quốc gia                    | Nội dung                                              | Từ   | Đến  | Vàng        | Bạc   | Đồng | Toàn bộ     |
| -------- | ----------------------- | --------------------------- | ----------------------------------------------------- | ---- | ---- | ----------- | ----- | ---- | ----------- |
| 1        | Allyson Felix           | liên_kết=\|viền Hoa Kỳ      | 200 m/ 400 m/ 4 × 100 m/ 4 × 400 m/ 4 × 400 m hỗn hợp | 2005 | 2019 | * 13 *      | 3     | 2    | * 18 *      |
| 2        | Shelly-Ann Fraser-Pryce | liên_kết=\|viền Jamaica     | 100 m/ 200 m/ 4 × 100 m                               | 2007 | 2019 | 9           | * 2 * | -    | * 11 *      |
| 3        | Gail Devers             | liên_kết=\|viền Hoa Kỳ      | 100 m/ 100 m vượt rào/ 4 × 100 m                      | 1991 | 2001 | 5           | 3     | -    | số 8        |
| 4        | Sanya Richards-Ross     | liên_kết=\|viền Hoa Kỳ      | 400 m / 4 × 400 m                                     | 2003 | 2015 | 5           | 2     | -    | 7           |
| 5        | Jessica Bread           | liên_kết=\|viền Hoa Kỳ      | 4 × 400 m / 4 × 400 m hỗn hợp                         | 2009 | 2019 | *** 5 ***   | * 1 * | -    | **** 6 **** |
| 5        | Tirunesh Dibaba         | liên_kết=\|viền Ethiopia    | 5000 m / 10.000 m                                     | 2003 | 2017 | 5           | 1     | -    | 6           |
| 5        | Natasha Hastings        | liên_kết=\|viền Hoa Kỳ      | 4 × 400 m                                             | 2007 | 2017 | **** 5 **** | 1     | -    | **** 6 **** |
| 8        | Jearl Miles Clark       | liên_kết=\|viền Hoa Kỳ      | 400 m / 4 × 400 m                                     | 1993 | 2003 | 4           | 3     | 2    | 9           |
| 9        | Valerie Adams (Vili)    | liên_kết=\|viền New Zealand | Đẩy tạ                                                | 2005 | 2013 | 4           | 1     | -    | 5           |
| 9        | Vivian Cheruiyot        | liên_kết=\|viền Kenya       | 5000 m / 10.000 m                                     | 2007 | 2015 | 4           | 1     | -    | 5           |

* bao gồm một huy chương tiếp sức mà chỉ tham dự ở vòng loại </br> *** bao gồm ba huy chương  tiếp sức mà chỉ tham dự ở vòng loại </br> **** bao gồm bốn huy chương trong các sự kiện tiếp sức mà cô ấy chỉ tham gia

#### Nội dung cá nhân
| Xếp hạng | Vận động viên           | Quốc gia                    | Nội dung                   | Từ   | Đến  | Vàng | Bạc | Đồng | Toàn bộ |
| -------- | ----------------------- | --------------------------- | -------------------------- | ---- | ---- | ---- | --- | ---- | ------- |
| 1        | Tirunesh Dibaba         | liên_kết=\|viền Ethiopia    | 5000 m / 10.000 m          | 2003 | 2017 | 5    | 1   | -    | 6       |
| 2        | Shelly-Ann Fraser-Pryce | liên_kết=\|viền Jamaica     | 100 m / 200 m              | 2009 | 2019 | 5    | -   | -    | 5       |
| 3        | Gail Devers             | liên_kết=\|viền Hoa Kỳ      | 100 m / 100 m vượt rào     | 1991 | 2001 | 4    | 2   | -    | 6       |
| 4        | Allyson Felix           | liên_kết=\|viền Hoa Kỳ      | 200 m / 400 m              | 2005 | 2017 | 4    | 1   | 2    | 7       |
| 5        | Valerie Adams (Vili)    | liên_kết=\|viền New Zealand | Đẩy tạ                     | 2005 | 2013 | 4    | 1   | -    | 5       |
| 5        | Vivian Cheruiyot        | liên_kết=\|viền Kenya       | 5000 m / 10.000 m          | 2007 | 2015 | 4    | 1   | -    | 5       |
| 7        | Jackie Joyner-Kersee    | liên_kết=\|viền Hoa Kỳ      | Bảy môn phối hợp / Nhảy xa | 1987 | 1993 | 4    | -   | -    | 4       |
| 7        | Brittney Reese          | liên_kết=\|viền Hoa Kỳ      | Nhảy xa                    | 2009 | 2017 | 4    | -   | -    | 4       |
| 7        | Anita Włodarchot        | liên_kết=\|viền Ba Lan      | Ném búa                    | 2009 | 2017 | 4    | -   | -    | 4       |
| 10       | Lưu Hồng                | liên_kết=\|viền Trung Quốc  | 20 km đi bộ                | 2009 | 2019 | 3    | 2   | -    | 5       |

## Nhiều lần tham dự nhất
Có 7 vận động viên đã thi đấu trong ít nhất 8 kì.
| App. | Name                       | Country                                                                  | Năms contested                                     | Events                                  |
| ---- | -------------------------- | ------------------------------------------------------------------------ | -------------------------------------------------- | --------------------------------------- |
| 13   | Jesús Ángel García Bragado | Tây Ban Nha                                                              | 93, 95, 97, 99, 01, 03, 05, 07, 09, 11, 13, 15, 19 | 50 km walk                              |
| 11   | Susana Feitor              | Bồ Đào Nha                                                               | 91, 93, 95, 97, 99, 01, 03, 05, 07, 09, 11         | 10 km walk / 20 km walk                 |
| 11   | João Vieira                | Bồ Đào Nha                                                               | 99, 01, 03, 05, 07, 09, 11, 13, 15, 17, 19         | 20 km walk / 50 km walk                 |
| 10   | Franka Dietzsch            | Đức                                                                      | 91, 93, 95, 97, 99, 01, 03, 05, 07, 09             | Discus throw                            |
| 10   | Nicoleta Grasu             | România                                                                  | 93, 95, 97, 99, 01, 05, 07, 09, 11, 13             | Discus throw                            |
| 10   | Virgilijus Alekna          | Litva                                                                    | 95, 97, 99, 01, 03, 05, 07, 09, 11, 13             | Discus throw                            |
| 10   | Kim Collins                | Saint Kitts và Nevis                                                     | 95, 97, 99, 01, 03, 05, 07, 09, 11, 15             | 100 m / 200 m / 4x100 m                 |
| 9    | Laverne Eve                | Bahamas                                                                  | 87, 91, 95, 97, 99, 01, 03, 05, 07                 | Javelin throw                           |
| 9    | Tim Berrett                | Canada                                                                   | 91, 93, 95, 97, 99, 01, 03, 05, 07                 | 20 km walk / 50 km walk                 |
| 9    | Jackie Edwards             | Bahamas                                                                  | 91, 93, 95, 97, 99, 01, 03, 05, 07                 | Long Jump / Triple Jump                 |
| 9    | Maria Mutola               | Mozambique                                                               | 91, 93, 95, 97, 99, 01, 03, 05, 07                 | 800 m                                   |
| 9    | Elisângela Adriano         | Brasil                                                                   | 91, 93, 97, 01, 03, 05, 07, 09, 11                 | Shot put / Discus throw                 |
| 9    | Venelina Veneva-Mateeva    | Bulgaria                                                                 | 91, 95, 99, 01, 03, 05, 09, 11, 15                 | High Jump                               |
| 9    | Danny McFarlane            | Jamaica                                                                  | 93, 95, 97, 99, 01, 03, 05, 07, 09                 | 400 m / 400 m hurdles / 4x400 m         |
| 9    | Hatem Ghoula               | Tunisia                                                                  | 93, 95, 97, 99, 01, 03, 05, 07, 13                 | 20 km walk                              |
| 9    | Debbie Ferguson-McKenzie   | Bahamas                                                                  | 95, 97, 99, 01, 03, 07, 09, 11, 13                 | 100 m / 200 m / 4x100 m                 |
| 9    | Nicola Vizzoni             | Ý                                                                        | 97, 99, 01, 03, 05, 07, 09, 11, 13                 | Hammer throw                            |
| 9    | Chris Brown                | Bahamas                                                                  | 99, 01, 03, 05, 07, 09, 11, 13, 15                 | 400 m / 4x400 m                         |
| 9    | Zhang Wenxiu               | Trung Quốc                                                               | 01, 03, 05, 07, 09, 11, 13, 15, 17                 | Hammer throw                            |
| 9    | Inês Henriques             | Bồ Đào Nha                                                               | 01, 05, 07, 09, 11, 13, 15, 17, 19                 | 20 km walk / 50 km walk                 |
| 9    | Allyson Felix              | Hoa Kỳ                                                                   | 03, 05, 07, 09, 11, 13, 15, 17, 19                 | 200 m / 400 m / 4x100 m / 4x400 m Mixed |
| 9    | Bat-Ochiryn Ser-Od         | Mông Cổ                                                                  | 03, 05, 07, 09, 11, 13, 15, 17, 19                 | Marathon                                |
| 8    | Merlene Ottey              | Jamaica / Slovenia                                                       | 83, 87, 91, 93, 95, 97, 03, 07                     | 100 m / 200 m / 4x100 m                 |
| 8    | Jan Železný                | Tiệp Khắc / Séc                                                          | 87, 91, 93, 95, 97, 99, 01, 03                     | Javelin throw                           |
| 8    | Yelena Nikolayeva          | Liên Xô / Nga                                                            | 87, 93, 95, 97, 99, 01, 03, 05                     | 10 km walk / 20 km walk                 |
| 8    | Fiona May                  | Anh Quốc / Ý                                                             | 91, 93, 95, 97, 99, 01, 03, 05                     | Long Jump                               |
| 8    | Beverly McDonald           | Jamaica                                                                  | 91, 93, 95, 97, 99, 01, 03, 05                     | 100 m / 200 m / 4x100 m                 |
| 8    | Lars Riedel                | Đức                                                                      | 91, 93, 95, 97, 99, 01, 03, 05                     | Discus throw                            |
| 8    | Dragutin Topić             | SFR Yugoslavia / IWP * / · FR Yugoslavia / Serbia và Montenegro / Serbia | 91, 93, 95, 97, 99, 05, 07, 09                     | High Jump                               |
| 8    | Iryna Yatchenko            | Liên Xô / Belarus                                                        | 91, 95, 97, 99, 01, 03, 07, 09                     | Discus throw                            |
| 8    | Eunice Barber              | Sierra Leone / Pháp                                                      | 93, 95, 97, 99, 01, 03, 05, 07                     | Heptathlon / Long Jump / 100 m hurdles  |
| 8    | Kevin Sullivan             | Canada                                                                   | 93, 95, 97, 99, 01, 03, 05, 07                     | 1500 m                                  |
| 8    | Manuel Martínez            | Tây Ban Nha                                                              | 93, 95, 97, 01, 03, 05, 07, 09                     | Shot put                                |
| 8    | Steffi Nerius              | Đức                                                                      | 93, 95, 99, 01, 03, 05, 07, 09                     | Javelin throw                           |
| 8    | Amy Acuff                  | Hoa Kỳ                                                                   | 95, 97, 99, 01, 03, 05, 07, 09                     | High Jump                               |
| 8    | Chandra Sturrup            | Bahamas                                                                  | 95, 97, 99, 01, 03, 05, 07, 09                     | 100 m / 200 m / 4x100 m                 |
| 8    | Aleksander Tammert         | Estonia                                                                  | 95, 97, 99, 01, 03, 05, 07, 09                     | Discus throw                            |
| 8    | María Vasco                | Tây Ban Nha                                                              | 95, 99, 01, 03, 05, 07, 09, 11                     | 10 km walk / 20 km walk                 |
| 8    | Koji Murofushi             | Nhật Bản                                                                 | 95, 97, 99, 01, 03, 07, 11, 13                     | Hammer throw                            |
| 8    | Szymon Ziółkowski          | Ba Lan                                                                   | 95, 99, 01, 05, 07, 09, 11, 13                     | Hammer throw                            |
| 8    | Marlon Devonish            | Anh Quốc                                                                 | 97, 99, 01, 03, 05, 07, 09, 11                     | 100 m / 200 m / 4x100 m                 |
| 8    | Nadine Kleinert            | Đức                                                                      | 97, 99, 01, 03, 05, 07, 09, 11                     | Shot put                                |
| 8    | Sergey Makarov             | Nga                                                                      | 97, 99, 01, 03, 05, 07, 09, 11                     | Javelin throw                           |
| 8    | Ēriks Rags                 | Latvia                                                                   | 97, 99, 01, 03, 05, 07, 09, 11                     | Javelin throw                           |
| 8    | Roman Šebrle               | Séc                                                                      | 97, 99, 01, 03, 05, 07, 09, 11                     | Decathlon                               |
| 8    | Omar Zepeda                | México                                                                   | 97, 01, 05, 07, 09, 11, 13, 17                     | 20 km walk / 50 km walk                 |
| 8    | Mario Pestano              | Tây Ban Nha                                                              | 99, 01, 03, 05, 07, 09, 11, 13                     | Discus throw                            |
| 8    | Félix Sánchez              | Cộng hòa Dominica                                                        | 99, 01, 03, 05, 07, 09, 11, 13                     | 400 m hurdles / 4x400 m                 |
| 8    | Bouabdellah Tahri          | Pháp                                                                     | 99, 01, 03, 05, 07, 09, 11, 13                     | 1500 m / 3000 m steeplechase            |
| 8    | Zoltán Kővágó              | Hungary                                                                  | 01, 03, 05, 07, 09, 11, 15, 17                     | Discus throw                            |
| 8    | Mélina Robert-Michon       | Pháp                                                                     | 01, 03, 07, 09, 13, 15, 17, 19                     | Discus throw                            |
| 8    | Ruth Beitia                | Tây Ban Nha                                                              | 03, 05, 07, 09, 11, 13, 15, 17                     | High Jump                               |
| 8    | Gerd Kanter                | Estonia                                                                  | 03, 05, 07, 09, 11, 13, 15, 17                     | Discus throw                            |
| 8    | Ezekiel Kemboi             | Kenya                                                                    | 03, 05, 07, 09, 11, 13, 15, 17                     | 3000 m steeplechase                     |
| 8    | Churandy Martina           | Antille thuộc Hà Lan / Hà Lan                                            | 03, 05, 07, 09, 11, 13, 15, 19                     | 100 m / 200 m / 4x100 m                 |
| 8    | Zuzana Hejnová             | Séc                                                                      | 05, 07, 09, 11, 13, 15, 17, 19                     | 400 m hurdles / 4x400 m                 |
| 8    | Horacio Nava               | México                                                                   | 05, 07, 09, 11, 13, 15, 17, 19                     | 20 km walk / 50 km walk                 |
| 8    | Krisztián Pars             | Hungary                                                                  | 05, 07, 09, 11, 13, 15, 17, 19                     | Hammer throw                            |
| 8    | Martyn Rooney              | Anh Quốc                                                                 | 05, 07, 09, 11, 13, 15, 17, 19                     | 400 m / 4x400 m / 4x400 m Mixed         |
| 8    | Levern Spencer             | Saint Lucia                                                              | 05, 07, 09, 11, 13, 15, 17, 19                     | High Jump                               |
| 8    | Dragana Tomašević          | Serbia và Montenegro / Serbia                                            | 05, 07, 09, 11, 13, 15, 17, 19                     | Discus throw                            |

* Tại Giải vô địch thế giới về điền kinh năm 1993 tại Stuttgart, Đức, Dragutin Topić đã hoàn thành với tư cách là người tham gia giải vô địch thế giới cá nhân (IWP) khi Liên đoàn thể thao Nam Tư bị IAAF đình chỉ do các lệnh trừng phạt của Liên Hợp Quốc xuất phát từ các cuộc chiến Nam Tư.
1. ↑  Matthews, Peter (2012). Historical Dictionary of Track and Field (pg. 217). Scarecrow Press (eBook). Truy cập ngày 8 tháng 9 năm 2013.
2. ↑  IAAF Statistics Book Moscow 2013 (pg. 179). IAAF/AFTS (2013). Edited by Mark Butler. Truy cập ngày 9 tháng 9 năm 2013.
3. ↑  IAAF World Championships in Athletics. GBR Athletics. Truy cập ngày 8 tháng 9 năm 2013.
4. ↑  Archive of Past Events. IAAF. Truy cập ngày 8 tháng 9 năm 2013.
5. ↑  "First World Outdoor Championships in Helsinki a landmark for track & field." Lưu trữ ngày 6 tháng 8 năm 2020 tại Wayback Machine Usatf.org. Truy cập ngày 23 tháng 7 năm 2012.
6. 1 2  "IAAF Statistics Book – IAAF World Championships Doha 2019". iaaf.org. tr. 48. Truy cập ngày 28 tháng 9 năm 2019.